# Staffordshire Bull Terrier
 Der er for få eller ingen kildehenvisninger i denne artikel, hvilket er et problem. Du kan hjælpe ved at angive troværdige kilder til de påstande, som fremføres i artiklen.

Staffordshire Bull Terrier ("Staffy'en") er en hunderace, der stammer fra Staffordshire . Racen blev i 2006 kåret til årets familiehund i England. Staffordshire bull terrier stammer formodentlig fra datidens bulldogracer og terrierracer, med vægt på bulldogracerne. I det berømte Staffordshire Regiment, er staffordshire bull terrier regimentsmaskot. Efter 2. verdenskrig blev det tradition, at regimentet ved parader havde en staffordshire bull terrier til at gå forrest.
Den har et bredt hoved, med kort snudeparti og rosen-ører (ørekupering er ikke tilladt i Danmark), stærke kæber og øjne placeret så blikket er fremefter. Den har korte ben og en middel-lang hale, bredt bagparti og brede skuldre.

## Temperament
Staffordshire Bull Terrier er loyal og hengiven overfor sin familie, og er særligt velfungerende med børn. Den trives med familielivet og nyder at dase i sofaen såvel som at gå lange ture. Den er energisk og evigt begejstret, uanset hvad den laver. Den er venlig af sind, følsom og intelligent.
Racen er frygtløs og nysgerrig på alt omkring den. Det er skønt i hverdagen, men det kan også betyde at ejeren skal tænke på vegne af hunden. Ser en Staffordshire noget spændende i horisonten, så tænker den ikke over om den springer 2 meter ned fra en altan eller løber ud over en vej. Derfor er det også vigtigt at træne en Staffordshire Bull Terriers impulskontrol. Den er uegnet som vagthund, og selvom den godt kan sige vov, når der kommer gæster, så er den generelt utroligt venlig overfor fremmede. Mange har oplevet indbrud, hvor overvågningen har vidst Staffordshire Bull Terrieren slikke og ville lege med tyven. 
Efter kønsmodning kan nogle Staffordshire Bull Terriers godt være mindre sociale og legesyge overfor fremmede hunde, og særligt hunde af samme køn som dem selv. Ligesom med alt andet socialisering og træning, er det vigtigt at man som ejer præger sin hund på en positiv måde, og bidrager til at få en velafbalanceret hund. 

## Aktivitetsniveau
En Staffordshire Bull Terrier er en aktiv race. De er nysgerrige og har brug for at få tilfredsstillet deres nysgerrighed og fysiske behov for aktivitet. Et par gåture rundt i villakvarteret hver dag er sjældent tilstrækkeligt. Den vil gerne træne og den vil gerne ud på tur. Løbeture eller lange gåture i skoven vil være en stor glæde for racen. Racen er ikke altid god til at komme af med varmen om sommeren, derfor skal man være opmærksom på ikke at motionere når det er varmest, og sørge for at hjælpe hunden med at køle ned ved at give den rigeligt væske og eventuelt et køledækken. Tag gerne en drikkedunk med på gåturene. Da hunden er stærk og har utroligt meget energi, vil den oftest lege langt tid længere end man lige forestiller sig - og hvad den kan holde til. Derfor er det vigtigt at du sætter restriktioner på aktiviteten, selvom hunden virker glad for at leget i det uendelige, da det kan fremprovokere stress.

## Pelspleje
Den helt korte og glatte pels har ingen underuld. Det betyder også, at den er dårlig til at holde på varmen om vinteren. Derfor er racen kuldskær og et lunt dækken vil være en fordel i vinterperioden. Pelsen er let at holde, og kan tørres af med et opvredet vaskeskind, for at fjerne eventuelle løse hår.

## Træning
Det er en intelligent race, der gerne vil samarbejde og træne med sin fører. Den kan være stædig, så god tålmodighed og gode belønninger, samt generel positiv indlæring anbefales. Du får de bedste resultater med positiv forstærkning, og Staffordshire Bull Terrieren kan klare sig godt i forskellige hundesportsgrene som lydighed, rally, nosework og agility.
Den er særdeles glad for at lege, både med sine mennesker og med andre hunde. Derfor er legetøj i træning en en stor fordel, og en motivationsfaktor. Da racen kan have tendens til at stresse, og have dårlig impulskontrol, vil det være en god idé at træne nedstressning og passivitetstræning. Dette gøres bedst ved at lege af kortere varighed, og rose hunden for at optræde roligt imellem legene.

## Farver og fysik
Rød, fawn (lysebrun), hvid, sort, brindle (tigerstribet) eller blå. Alle aftegn kan være med hvide aftegninger.
Højde: 35,5 cm - 40,5 cm
Vægt hanner: 13-17 kg.
Vægt tæver: 11-15 kg.

## Foder
Når du vælger foder til din staffordshire bull terrier, er det vigtigt at du vælger et foder der dækker alle dens behov. Det er særlig vigtigt at hvalpen fodres korrekt det første år, da det har stor betydning for om den eventuelt udvikler ledsygdomme. Da racen kan være disponeret for hudproblemer, er det vigtigt at du er opmærksom på dette og giver et foder, der understøtter en sund hud.

Er du i tvivl om, hvilket foder din hund skal have og hvilken mængde, så kan du altid spørge din dyrlæge til råds.